# Pałac w Kostowie
Pałac w Kostowie – zabytkowy pałac, który znajduje się w Kostowie.

## Historia
Późnobarokowy pałac został wzniesiony pod koniec XVIII w. dla Friedricha von Strachwitz. Był to budynek dwukondygnacjowy, nakryty dachem mansardowym, z centralnie umieszczonym trzykondygnacyjnym ryzalitem, zwieńczonym trójkątnym przyczółkiem. Około 1900 pałac został przebudowany dla rodziny von Ballestrem, między innymi dobudowano ośmioboczną wieżę, zwieńczoną baniastym hełmem. W 1955 pałac został w znacznym stopniu zniszczony przez pożar. Odbudowa z lat 1957–1958 zniekształciła sylwetkę budynku, poprzez dodanie trzeciej kondygnacji oraz zatarła większość cech stylowych.